# Сан-Жасінту
Сан-Жасінту (порт. São Jacinto; МФА: [ˈsɐ̃w ʒɐ.ˈsĩ.tu]) — парафія в Португалії, у муніципалітеті Авейру. Розташована в західній частині країни, на теренах історичної португальської провінції Бейра. Входить до складу округу Авейру. За адміністративним поділом, чинним до 1976 року, терени парафії були складовою провінції Берегова Бейра. Належить до Авейрівської діоцезії Католицької церкви. Патрон — Діва Марія. Площа — 13,8371 км². Населення — 993 ос. (2011). Сильно урбанізований регіон. Густота населення — 71,76 осіб/км²
. Код — 010511.

## Назва
- Са́н-Жасі́нто (ст.-порт. São Jacinto, «святий Яцек») — старопортугальська назва.
- Са́н-Жасі́нту (ісп. São Jacinto) — сучасна португальська назва.

## Географія

Авейру (2013)
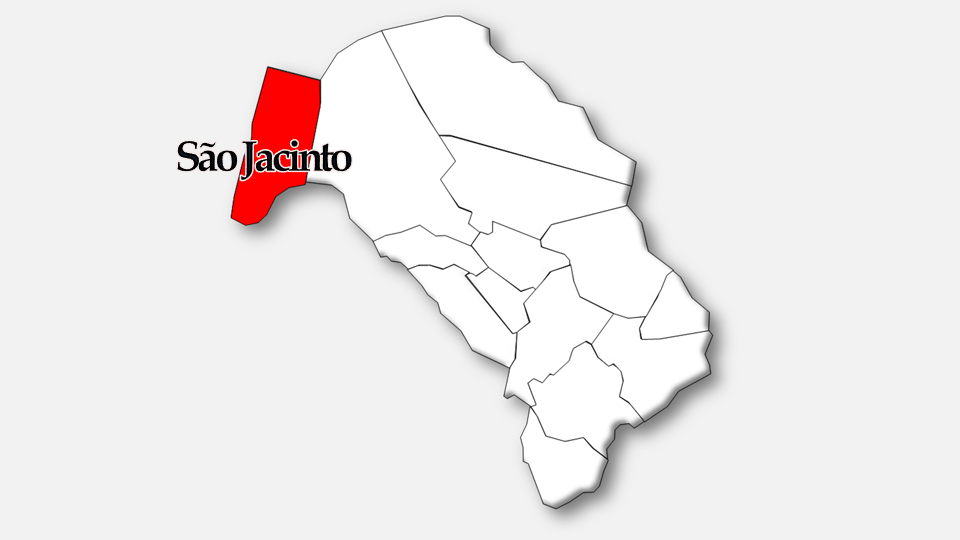
Сан-Жасінту

## Населення
| 1960  | 1970  | 1981  | 1991 | 2001  | 2011 |
| 1.160 | 1.039 | 1.024 | 983  | 1.016 | 993  |